# 1329
1329 (MCCCXXIX) var ett normalår som började en söndag i den julianska kalendern.

## Händelser

### Februari
- 23 februari – Valdemar III abdikerar från den danska tronen efter diverse uppror mot honom. Kristofer II, som blev avsatt tre år tidigare för att bereda plats åt honom på tronen, återkommer som kung av Danmark, dock endast till namnet, eftersom landet i det närmaste har upphört att existera, då det är helt bortpantat till utländska herrar, framförallt tyska furstar.

### Juni
- 7 juni – Vid Robert I:s död efterträds han som kung av Skottland av sin 5-årige son David II.

### Okänt datum
- Riddaren Janco von Gavron, stamfader till ätten von Gaffron und Oberstradam, erhåller förläningen Oberstradam av Hertigen av Schlesien.

## Födda
- 26 september – Anna av Pfalz, drottning av Böhmen.
- Gregorius XI, född Pierre Roger de Beaufort, påve 1370–1378 (född detta år, 1331 eller 1336)

## Avlidna
- 7 juni – Robert I, kung av Skottland sedan 1306